# Nicolas Vincent Légier
Nicolas Vincent Légier (* 6. Dezember 1754 in Blois; † 1. Juli 1827 in Weilerbach) war ein französischer Rechtsanwalt, Politiker, Départementkommissar und Unternehmer.

## Leben
Légier war ein Sohn der Eheleute Joseph Légier (1716–1785) und dessen Ehefrau Marie-Jeanne, geborene Compain (1725–1781). Bis zum Alter von elf Jahren blieb er stumm. Nach einer Operation, die ihm 1765 die Wiedererlangung seiner Sprache ermöglichte, ging er zum Studium an das College von Pontlevoy. Im Jahr 1780 wurde er Prokurator am Parlament von Paris (franz. Parlement de Paris). Seine privilegierte Stellung hielt in jedoch nicht ab, sich für die revolutionären Ideale von Gleichheit, Humanität und Liberalismus in dieser Zeit zu begeistern. Am 9. Juli 1789 wurde er zum Präsidenten der Urwählerversammlung in Paris ernannt. Im Juni 1790 machte er einen erfolgreichen Gesetzesantrag in der Konstituante (französisch Assemblée nationale constituante bzw. deutsch Verfassunggebenden Nationalversammlung) zur Föderation des Landes, in der er darum bat, dass alle Départements vertreten sein sollten und berief den Verbund am 14. Juli 1790 ein. Im folgenden August wurde er zum Friedens- und familienrichter gewählt und behielt dieses Amt bis zum 10. August 1792, als er vom radikalen Pariser Bürgerrat aus seinem Amt entfernt wurde. Ab diesem Zeitpunkt war er überwiegend in den neuen französischen Départements tätig. Einige Monate später wurde er als außerordentlicher Kommissar in den Hennegau entsandt, um die Ausführung der Dekrete des Nationalkonvents vom 15., 17. und 22. Dezember 1792 sicherzustellen, bei der es um den Zusammenschluss der belgischen Provinz Hennegau mit Frankreich ging.
1793 wurde er zum Militärankläger der Rheinarmee ernannt und musste die Gefängnisse von Landau, Wissembourg, Haguenau und Straßburg besuchen, wo er sanitäre Maßnahmen ergreifen ließ, um der dort wütenden Epidemie ein Ende zu bereiten. Nachdem er wegen seiner humanen Behandlung der Gefangenen einige Schwierigkeiten mit den Vertretern auf der Mission hatte, gab er sein Amt auf und kehrte er nach Provins zurück. 1794 wurde er Kommissar der Provinzialverwaltung in Brüssel. 1795 wurde er in eine neue Abteilung nach Luxemburg entsandt, um dort die Justiz- und Verwaltungsbehörden zu organisieren und erhielt den Titel eines Beauftragten der Exekutive in der Zentralverwaltung des Département Forêts (deutsch Departement der Wälder). Légier galt als eine treibende Kraft bei der Umsetzung revolutionärer Ideale in Recht und Gesetz, wobei er sich nicht scheute persönliche Nachteile bei der Durchsetzung seiner humanen und liberalen Ideen in Kauf zu nehmen. Im Rahmen von Versteigerungsmaßnahmen der französischen Zentralverwaltung von Nationalgut, ersteigerte Légier 1797 umfangreiche Besitzungen der ehemaligen Abtei Echternach, u. a. Schloss und Hüttenwerk Weilerbach, die Ferschweiler Mühle, Burg Bollendorf sowie den Diesburger Hof. 1797 wurde er in Paris als Deputierter in den Rat der Fünfhundert gewählt und 1798 wurde er Bevollmächtigter des Rats beim staatlichen Schatzamt. 1799 nahm er an Napoléons Staatsstreich teil und Ende 1799 wurde er Mitglied des Tribunats, jedoch wurde er 1802 wegen seiner liberalen Ansichten zusammen mit Marie-Joseph Chénier und Benjamin Constant ausgeschlossen. Im Anschluss bezog Légier zusammen mit seiner Familie das Weilerbacher Schloss und wurde ein erfolgreicher Hüttenwerksbesitzer. Er blieb auch nach der Neuordnung Europas 1815, als das Rheinland und somit Weilerbach durch die Preußen in Besitz genommen wurde. Seinem Wunsch entsprechend wurde er nach seinem Tod im Schlossgarten Weilerbach beigesetzt.

## Familie
Légier war seit dem 1. Juli 1783 mit Agathe (1759–1837), geborene Bardin verheiratet. Aus dieser Ehe gingen insgesamt 6 gemeinsame Kinder hervor. Ein Bruder von ihm war der französische Politiker Thomas-Philippe Légier (* 21. Dezember 1756 in Blois; † 8. August 1838 in Orléans).

## Publikationen (Auswahl)
- La Liberté, ou, Les avantages de la nouvelle constitution française : ouvrage dédié à l’Assemblée nationale, au roi, à la Commune de Paris & à toutes les municipalités du royaume, & à tous les bons citoyens, mit Louis, King of France, France. Assemblée nationale constituante (1789–1791) & Commune de Paris (France: 1789–1794), Paris 1789 OCLC 28429894
- Le numeraire aux Parisiens, ou, Les écus parlans, 1791 (?) OCLC 65344740
- Rapport fait par Legier, au nom d’une commission spéciale, sur l’organisation relative au régime hypothécaire : séance du 13 vendémiaire an 7., mit France. Corps législatif (1795–1814), Conseil des cinq-cents & Imprimerie nationale (France), Nationaldruckerei Paris 1798 OCLC 1049630187
- Opinion de Légier, sur la question de savoir à quelle époque la loi du 12 vendémiaire an 4 a dû opérer dans les départemens réunis : séance du 19 messidor an 6., mit France. Corps législatif (1795–1814), Conseil des cinq-cents & Imprimerie nationale (France), Nationaldruckerei Paris 1798 OCLC 1049621398
- Rapport fait par Legier, sur le crédit à fournir au ministre des finances pour l’exercice de l’an 7: séance du 26 brumaire an 7., mit France. Corps législatif (1795–1814), Conseil des cinq-cents & Imprimerie nationale (France), Nationaldruckerei Paris 1799 OCLC 1049642205
- Nouvelle rédaction du projet de résolution présenté par Legier, sur les droits de greffe., mit France. Corps législatif (1795–1814), Conseil des cinq-cents & Imprimerie nationale (France), Nationaldruckerei Paris 1799 OCLC 1049617677